# Otllak
Otllak é uma comuna (em albanês:  komuna) da Albânia localizada no distrito de Berat, prefeitura de Berat.

## Localidades
A comuna é composta pelas seguintes localidades:
| - Lapardha 1 - Lapardha 2 - Qereshnik - Balibardhë - Dushnik | - Moravë - Ullinjas - Vodëz e Sipërme - Orizaj - Otllak |